# Affixe (nom d'élevage)
Pour les articles homonymes, voir Affixe (homonymie).
En élevage d'animaux de race, l'affixe est le nom de l'élevage d'origine de l'animal. Dans ce contexte, il peut prendre la forme d'un préfixe ou d'un suffixe, selon qu'il précède ou suit le nom des animaux relevant de l'élevage titulaire de l'affixe.

## Élevage canin
Dans le monde canin, la gestion des affixes est du ressort d'association privées.

### Affixes FCI
Les affixes gérés par la Fédération cynologique internationale sont protégés au niveau mondial. Ils sont valables à vie et, sous réserve d'autorisation, peuvent être transmis par héritage ou cédés par contrat.
Par convention d'usage, le nom de l'animal est écrit en lettres capitales tandis que le ou les mots composant l'affixe comportent une majuscule en début de mot, à l'exception des articles et des conjonctions. Cette convention facilite l'identification des deux composantes du nom complet, en particulier lorsque le nom de l'animal et l'affixe sont eux-mêmes composés (exemple : ROI DU DIVAN de la Maison du Canapé). Cette convention permet aussi de distinguer aisément le nom des animaux de celui des humains, éliminant une source d'erreurs gênantes.